# Angle gauche
L’angle gauche, ‹ ◌̚ ›, aussi appelé angle gauche en chef, ou plus précisément angle gauche en chef à droite ou angle gauche suscrit à droite, est une signe diacritique utilisé dans l’alphabet phonétique international pour indiquer qu’une consonne est articulée sans occlusion audible ou la désocclusion inaudible d’une consonne, officiellement depuis la révision de 1976. Il est placé à droite de la consonne.

## Utilisation
Dans l’alphabet phonétique international, l’angle gauche indique la désocclusion inaudible d’une consonne occlusive, officiellement depuis 1976.
L’angle gauche en chef à droite a été proposé auparavant par Bernard Bloch (en) et George L. Trager (en) en 1940 dans Tables for a system of phonetic description, et a été notamment utilisé par Trager en 1957 dans Outline of English structure.

## Symboles similaires
- ‹ ¬ ›, signe de négation logique.
- ‹ ⸣ ›, demi-crochet haut gauche de la série ‹ ⸢ ⸣ ⸤ ⸥ ›.
- ‹ ⌝ ›, coin de Quine haut gauche de la série ‹ ⌜ ⌝ ⌞ ⌟ › utilisée en logique mathématique.
- ‹ ˺ ›, signe fin ton haut de la série ‹ ˹ ˺ ˻ ˼ › utilisée pour indiquer les tons dans l’alphabet phonétique ouralien.